# Slag bij Ochagavía
De Slag bij Ochagavía vond op 14 december 1829 plaats tijdens de Chileense Burgeroorlog.
Het was de eerste grote veldslag tussen het liberale (Pipiolos) regeringsleger en de conservatieve (Pelucones) opstandelingen. De regeringstroepen stonden onder aanvoering van generaal Francisco de la Lastra en telde 1500 manschappen. De opstandelingen stonden onder aanvoering van kolonel José Joaquín Prieto en hij beschikte over 1300 man.
Het militaire treffen vond plaats bij Chacra Ochagavia, ongeveer vijf kilometer ten zuiden van de Chileense hoofdstad Santiago en werd gewonnen door het regeringsleger. De regering besefte echter terdege dat zij de opstand van de conservatieven uiteindelijk niet zou kunnen winnen. Tijdens een staakt-het-vuren sloten generaal De la Lastra en kolonel Prieto op 16 december 1829 het Verdrag van Ochagavía dat voorzag in een overgangsregering van conservatieven en liberalen onder voorzitterschap van de liberale generaal Ramón Freire (die tevens opperbevelhebber van het leger zou werd) en de instelling van een Congres van Gevolmachtigden (Congreso Plenipotenciario) die een herziening van de grondwet en de kieswet zou moeten regelen.

## Nasleep
Het Verdrag van Ochagavía hield stand tot het voorjaar van 1830 toen de regering, gedomineerd door de conservatieve Pelucones, een einde maakte aan de macht van generaal Freire. Deze laatste verzamelde een groep militairen om de confrontatie aan de gaan met de manschappen van generaal Prieto. De Pipiolos werden echter op 17 april 1830 vernietigend verslagen bij de slag van Lircay.